# الطريق الأوروبي E59
الطريق الأوروبي E59 هو طريق من شبكة الطرق الأوروبية الدولية. يبدأ في براغ بجمهورية التشيك، ويمر عبر فيينا بالنمسا وماريبور بسلوفينيا، وينتهي بالقرب من زغرب بكرواتيا. يبلغ الطول الإجمالي للمسار 644 كم (400 ميل).